# Giustino Durano
Giustino Durano (* 5. Mai 1923 in Brindisi; † 18. Februar 2002 in Bologna) war ein italienischer Schauspieler.

## Leben
Durano startete seine darstellerische Karriere in Revuetheatern und im Radio. 1953 spielte er dann neben Franco Parenti und Dario Fo in Il dito nell'occhio, das die drei Darsteller auch geschrieben hatten, wie im Jahr darauf I sani da legare. Nach der Trennung von den Kollegen folgten im Alleingang Il carettere cubitale e Cartastraccia. 1957 trat Durano dann neben Wanda Osiris in der Revue Okay Fortuna! auf, der die ebenfalls traditionelle I fuoriserie folgte, ebenfalls neben Osiris. Ein Misserfolg war dann das für ein breites Publikum zu intellektuell angelegte eigene Stück Ssssst…. Für viele Jahre sein letztes Stück spielte Durano 1959 neben Erminio Macario und Lucy D’Albert, als sie 1959 Chiamate Arturo 777 auf die Bühne brachten.
Mittlerweile hatte der Film angefragt; nach einigen kleineren Rollen 1954 und im Folgejahr konzentrierte sich Durano ab 1959 auf das Kino, wo er in kommerziell erfolgreichen, künstlerisch jedoch meist uninteressanten Produktionen Charakterdarstellungen bot, die seinem auf der Bühne erlangten Ruf nicht ebenbürtig waren. Deshalb kehrte er 1969 dorthin zurück – im Piccolo Teatro di Milano spielte er Bertolt Brecht und unter Regisseur Giorgio Strehler. Gelegentlich weiter für das Kino und ebenso gelegentlich für das Fernsehen arbeitend, erreichte Durano einen sehr späten großen Erfolg durch seine mit dem Nastro d’Argento für den besten Nebendarsteller ausgezeichnete Interpretation in Das Leben ist schön 1997.
Von 1955 bis 1964 war Durano mit der Schauspielerin Graziella Galvani verheiratet.

## Filmografie (Auswahl)
- 1954: Rosso e nero
- 1955: Wie herrlich, eine Frau zu sein (La fortuna di essere donna)
- 1961: Freddy und der Millionär
- 1961: Der schwarze Seeteufel (Gordon, il pirata nero)
- 1962: Der goldene Pfeil (La freccia d’oro)
- 1964: Ich war eine männliche Sexbombe (Un monsieur de compagnie)
- 1966: Jagt den Fuchs! (Caccia alla volpe)
- 1967: Bang Bang Kid
- 1997: Das Leben ist schön (La vita è bella)